# Gonzalo Roig
Gonzalo Roig (L'Havana, 20 de juliol de 1890 - L'Havana, 13 de juny de 1970) fou un músic, compositor i director musical cubà.
Cursà els primers estudis amb els mestres Agustín Martín i Agüero, i els d'harmonia i composició amb Fernando Carnicer. El seu propi instint artístic i el seu constant estudi el portaren a la direcció de l'Escola Municipal de Música i a la de la Banda Municipal, sent també el director de la famosa Orquestra Simfònica de la Havana, constituïda per ell, Ernesto Lecuona, César Pérez Sentenat i un selecte i nodrit grup de professors.
Com a compositors, se li deuen algunes obres de teatre, entre les que hi figura la revista Las musas americanas, i multitud de cançons criolles, devent citar-se: Ojos brujos; Nadie se muere de amor; Quiéreme mucho, i altres molt populars. La seva opereta Cecilia Valdes va ser realitzada, entre d'altres a Carnegie Hall (1962) i a la Metropolitan Opera (1964).